# Łączany (Mazovie)
Pour les articles homonymes, voir Łączany.
Łączany (prononciation : [wɔnˈt͡ʂanɨ]) est un village polonais de la gmina de Wierzbica dans le powiat de Radom de la voïvodie de Mazovie dans le centre-est de la Pologne.
Il se situe à environ 7 kilomètres à l'est de Wierzbica (siège de la gmina), 17 kilomètres au sud de Radom (siège du powiat) et à 108 kilomètres au sud de Varsovie (capitale de la Pologne).

## Histoire
De 1975 à 1998, le village appartenait administrativement à la voïvodie de Radom.